# Bálint Virág
Pour les articles homonymes, voir Balint et Virag.
Bálint Virág (né en 1973) est un mathématicien hongrois travaillant au Canada, connu pour ses travaux sur la théorie des probabilités, en particulier les processus déterminants, la théorie des matrices aléatoires, les marches aléatoires et d'autres questions probabilistes sur les groupes.  

## Formation et carrière
Il a obtenu son doctorat de l'université de Californie à Berkeley en 2000, sous la direction de Yuval Peres avec une thèse intitulée « Random walks and geometry on graphs of exponentiall growth » et était un post-doc au MIT. Depuis 2003, il est titulaire d'une chaire de recherche du Canada à l'université de Toronto. 

## Prix et distinctions
Virág a reçu une bourse Sloan (2004), le prix Rollo-Davidson (2008),, le prix Coxeter-James (2010) et le prix John L. Synge (2014). Il a été conférencier invité au Congrès international des mathématiciens en 2014. Il est lauréat, en 2022, du prix CRM-Fields-PIMS.

## Publications
- avec Yuval Peres, J. B. Hough, M. Krishnapur: Zeros of Gaussian analytic functions and determinantal point processes, AMS, 2009.